# Pardalot de Tasmània
El pardalot de Tasmània (Pardalotus quadragintus) és una espècie d'ocell de la família dels pardalòtids (Pardalotidae) que habita boscos d'eucaliptus de Tasmània i algunes illes properes.